# Aleksandra Stoljar
Aleksandra Konstantinovna Stoljar (Russisch: Александра Константиновна Столяр) (Moskou, 18 november 1992) is een Russisch basketbalspeelster die uitkomt voor het nationale team van Rusland. Ze werd Meester in de sport van Rusland.

## Carrière
Stoljar begon haar carrière in 2009 bij Dinamo Moskou. In 2011 ging Stoljar spelen voor Tsjevakata Vologda. In 2013 stapte ze over naar Rostov-Don SFedU. In 2015 ging Stoljar naar Dinamo Koersk. Met Dinamo werd ze Bekerwinnaar van Rusland in 2016. In 2016 verhuisde ze naar Kazanotsjka Kazan. In 2018 ging ze spelen voor MBA Moskou. In 2022 verhuisde ze naar UMMC Jekaterinenburg. Met UMMC werd ze Landskampioen van Rusland in 2023en 2024. Ze werd ook twee keer Bekerwinnaar van Rusland in 2023 en 2024. In 2024 verhuisde ze naar Nika Syktyvkar.
Met Rusland 3x3 won Stoljar zilver op de FIBA 3x3 World Cup in 2014 en FIBA 3x3 World Cup in 2018 en goud op de FIBA 3x3 World Cup in 2017 op het FIBA 3x3 Europe Cup in 2014 en FIBA 3x3 Europe Cup in 2017. Op de FIBA 3x3 Europe Cup in 2016 won ze brons.

## Privé
Aleksandra heeft een zus, Olga, die ook basketbalspeelster is.

## Erelijst
- Landskampioen Rusland: 2
  - Winnaar: 2023, 2024
  - Derde: 2016, 2021, 2022
- Bekerwinnaar Rusland: 3
  - Winnaar: 2016, 2023, 2024
- RFB Super Cup: 2
  - Winnaar: 2022, 2023